# 212
212是211與213之間的自然數。

## 在數學中
- 合數，正因數有1、2、4、53、106和212。
質因數分解為{\displaystyle 2^{2}\times 53}。
- 虧數，真因數和為166，虧度為46。
- 不尋常數，大於平方根的質因數為53。
- 十进制的奢侈數。

## 在人類文化中
- 韓國大宇巴士BX212及FX212遊覽車車款。
- W212， 香港荃灣區一幢興建中的工業大廈。

## 在科學中
- 為華氏溫標水的沸點。